# (33046) 1997 UF2
1997 UF2 (asteroide 33046) é um asteroide da cintura principal. Possui uma excentricidade de 0.23915600 e uma inclinação de 4.92962º.
Este asteroide foi descoberto no dia 21 de outubro de 1997 por Yoshisada Shimizu e Takeshi Urata em Nachi-Katsuura.